# Andy O'Donnell
Andrew J. "Andy" O'Donnell (10 de marzo de 1925-22 de abril de 2019) fue un jugador de baloncesto estadounidense que disputó una temporada en la NBA, además de jugar en la ABL y la EBL. Con 1,85 metros de estatura, jugaba en la posición de base.

## Trayectoria deportiva

### Universidad
Tras cumplir con el servicio militar durante la Segunda Guerra Mundial en Francia, donde recibió el Corazón Púrpura, consiguió una beca en 1945 para estudiar y jugar con los Greyhounds de la Universidad Loyola Maryland, con los que jugó tres años, ganando en todos ellos el título de la Mason-Dixon Conference, y accediendo a tres torneos de la NAIA.

### Profesional
En 1949 fichó por los Baltimore Bullets de la NBA, con los que disputó 25 partidos en los que promedió 3,6 puntos. Tras ser cortado, terminó la temporada en los Carbondale Aces de la ABL, donde promedió 2,0 puntos por partido.
Al año siguiente fichó por los Reading Keys de la EBL, donde jugó una temporada siendo uno de los más destacados del equipo, promediando 10,6 puntos por partido.

## Estadísticas de su carrera en la NBA

### Temporada regular
| Temporada | Edad | Equipo            | Liga | Pos. | P  | TIT | MIN | TC  | TCA | %TC  | 3P | 3PA | %3P | TL  | TLA | %TL  | R.OF. | R.DEF. | REB | ASIS | ROB | TAP | PER | FP  | PTS |
| 1949-50   | 24   | Baltimore Bullets | NBA  |      | 25 |     |     | 1.5 | 4.3 | .352 |    |     |     | 0.6 | 0.7 | .778 |       |        |     | 0.7  |     |     |     | 1.3 | 3.6 |
| Total     |      |                   | NBA  |      | 25 |     |     | 1.5 | 4.3 | .352 |    |     |     | 0.6 | 0.7 | .778 |       |        |     | 0.7  |     |     |     | 1.3 | 3.6 |